# Magic Bus
Magic Bus är en låt skriven av Pete Townshend och lanserad av The Who 1968. Låten lanserades som fristående singel i Europa och togs i USA med på albumet Magic Bus: The Who on Tour. På liveinspelade albumet Live at Leeds finns det med en 8 minuter lång version av låten. Den är även med på gruppens samlingsalbum med notabla singlar från 1960-talet, Meaty Beaty Big & Bouncy från 1971.
Magic Bus drivs av det som kallats "The Bo Diddley beat" och claves, ett latinamerikanskt rytminstrument. Texten handlar om en man som åker buss varje dag för att träffa sin flickvän, och efter att ha mött motstånd får köpa bussen av chauffören för att sedan själv köra den. Låten spelades in som demo redan 1966, och en grupp kallad "The Pudding" släppte den på singel 1967 utan kommersiell framgång. 

## Listplaceringar
| Lista (1968)   | Position               |
| -------------- | ---------------------- |
| Australien     | 21 (Go Set)            |
| Kanada         | 6 (RPM)                |
| Nya Zeeland    | 13                     |
| Storbritannien | 26                     |
| USA            | 25 (Billboard Hot 100) |
| Västtyskland   | 20                     |